# Dendrocerus perlucidus
Dendrocerus perlucidus är en stekelart som beskrevs av Alekseev 1983. Dendrocerus perlucidus ingår i släktet Dendrocerus och familjen trefåresteklar. Inga underarter finns listade i Catalogue of Life.